# Sasha Mäkilä

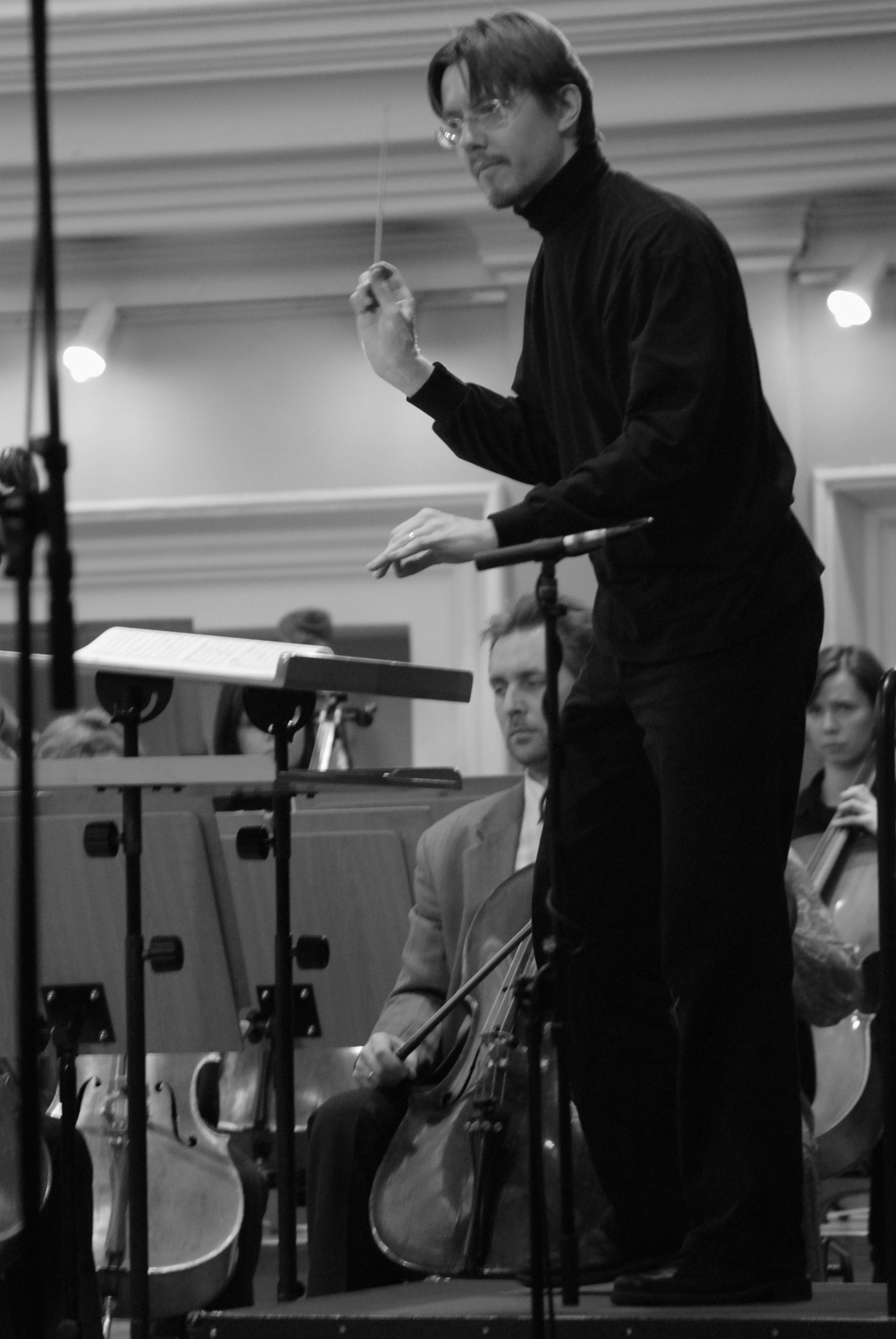
Sasha Mäkilä 2007

Sasha Aleksi Mäkilä (n. 19 de junio de 1973) es un director de orquesta finlandés y Director Asistente de la Orquesta de Cleveland.
De 2007 a 2010 Mäkilä trabajó como director asistente de Kurt Masur en la Orquesta Nacional de Francia.